# Медовене
Медовене е село в Североизточна България. То се намира в община Кубрат, област Разград.

## Редовни събития
Общоселски събор-24 май.

## Други
Нос Медовене на остров Смит в Антарктика е наименуван на селото.